# Высокие сапоги
Высокие сапоги — сапоги, облегающие ногу выше колена. В некоторых случаях они могут облегать бедро едва ли не до промежности. 

## Материал сапог
Материалом для изготовления таких сапог являются:
- натуральная кожа;
- искусственная кожа;
- поливинилхлорид;
- полиуретан;
- латекс;
- ткань (иск. замши, шелка и т. д.);
- кружево.

Поверхность сапог, изготавливаемых из натуральной кожи, иногда лакируется, чтобы придать им характерный блеск. Высокие сапоги часто изготавливаются с застёжками-молниями для облегчения процесса надевания, но некоторые конструируются как натягиваемые сапоги-чулки. 

### Каблук
Чаще всего высокие сапоги имеют высокий каблук (высота может достигать 15 см, чаще это тонкие металлические шпильки (стилеты). Но распространены также модели на плоской подошве или танкетке. Подошва может быть, как тонкой, так и утолщённой (на платформе).

## Традиционные цвета

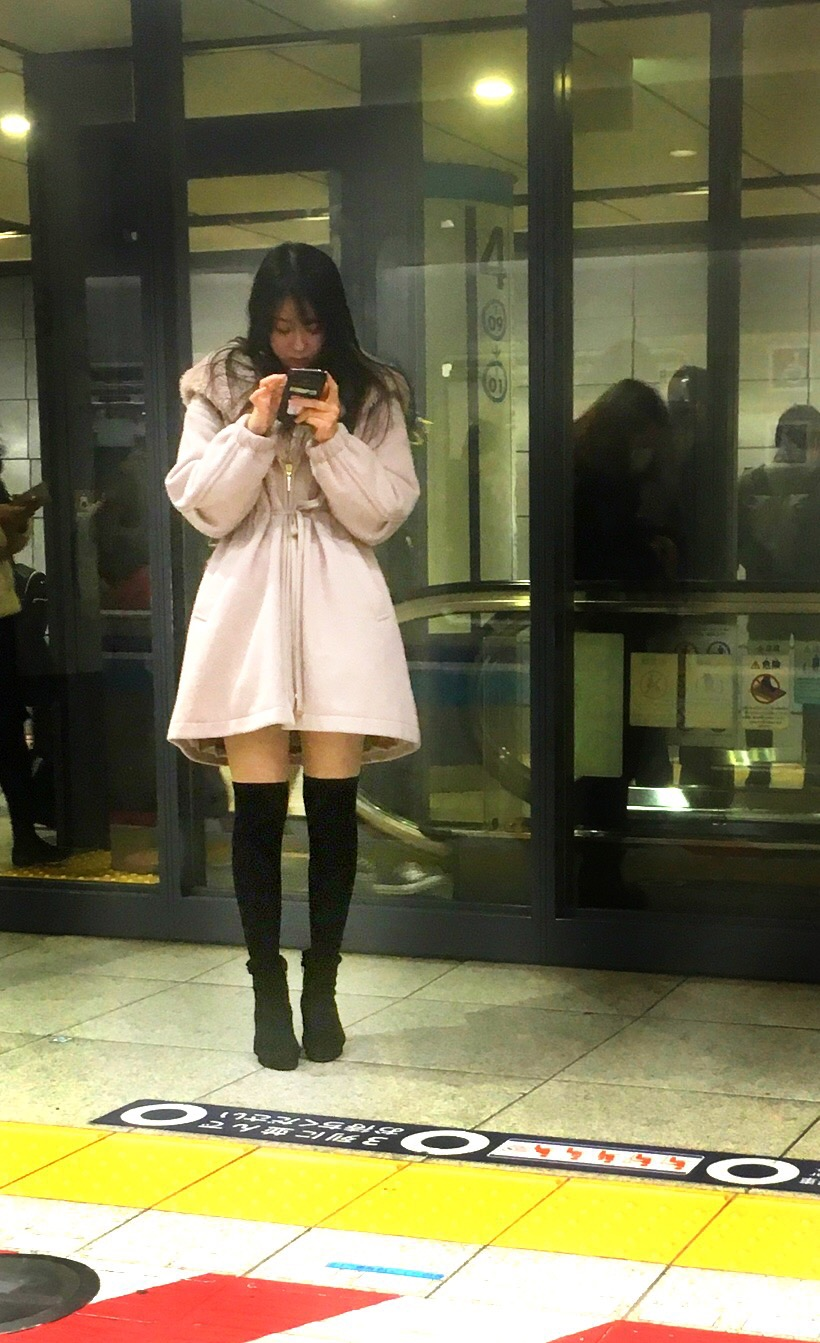
Девушка в высоких сапогах. фото 2020 года

- черный;
- Девушка в высоких сапогах. фото 2020 годакоричневый;
- бордо;
- бутылочно-зеленый;
- тёмно-синий;
- снежно-белый;
- беж;
- красный;
- рыжий;
- жёлтый.

## Декоративные элементы
- перфорация;
- пряжки;
- цепочки. [1]

## Сочетания
Гармоничные ансамбли и модные аутфиты создаются в комбинации с:
- джинсами;
- юбками;
- платьями;
- брюками;
- длинными свитерами.
- укороченными куртками;
- пальто;
- шубами;
- пуховиками.

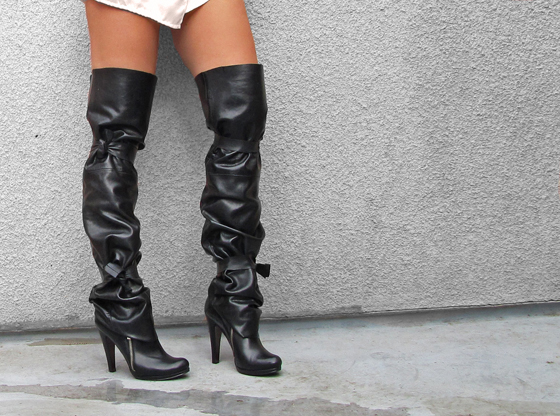
Высокие кожаные сапоги

Они не подходят для романтического образа, а также для сочетания с шортами. Это касается и классических моделей брюк со стрелками. 